# پلایو نوو
پلایو نوو (انگلیسی: Pelayo Novo؛ زادهٔ ۱ نوامبر ۱۹۹۰ - درگذشتهٔ ٢٨ فوریهٔ ٢٠٢٣) بازیکن فوتبال اهل اسپانیا بود.
از باشگاه‌هایی که در آن بازی کرده‌است می‌توان به باشگاه فوتبال کوردوبا، باشگاه فوتبال الچه، باشگاه فوتبال رئال اویدو، و باشگاه فوتبال لوگو اشاره کرد.
نوو در ٢٨ فوریهٔ ٢٠٢٣ براثر سانحهٔ تصادف با قطار درگذشت. 